# Bronisław Koraszewski

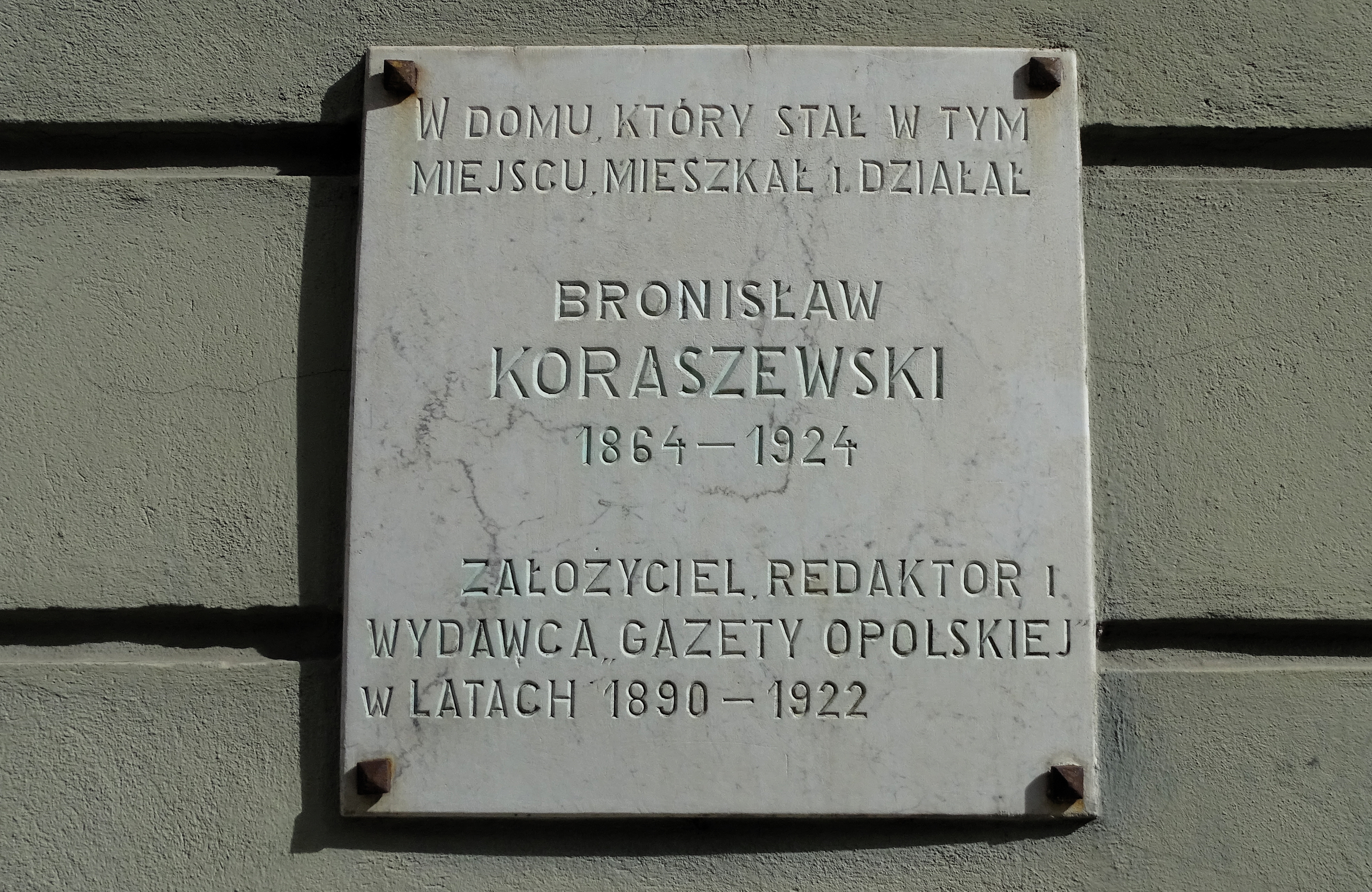
Tablica upamiętniająca B. Koraszewskiego w miejscu jego narodzin

Bronisław Koraszewski (ur. 15 lutego 1864 w Kijewicach, zm. 4 kwietnia 1924 w Katowicach) – polski dziennikarz i działacz społeczny Śląska Opolskiego, ojciec Jacka Koraszewskiego .

## Życiorys
Urodzony na Kujawach, syn szlacheckiej rodziny ziemiańskiej. Po ukończeniu początkowych nauk w domu, wstąpił do gimnazjum w Gnieźnie, skąd przeszedł do gimnazjum Marii Magdaleny w Poznaniu. W październiku 1884r. przeniósł się na Dolny Śląsk, do Zgorzelic, do tamtejszego gimnazjum. Zdał tam do ósmej klasy, ale po dwóch latach opuścił Zgorzelice. W kilka lat potem, za namową kolegi szkolnego Kasprowicza udał się do Raciborza, by tam ukończyć gimnazjum. W czasie swego pobytu nawiązał znajomość z dr. Rostkiem, który działał już w tedy na terenie Raciborza. W Raciborzu jednak ze względów politycznych nie został przyjęty przez dyrektora gimnazjum i powrócił do Wielkopolski, skąd w r. 1888 przyszedł już na dobre na Śląsk. Prowadził najpierw w Królewskiej Hucie gazetę ,,Górnoślązak", potem „Głos Ludu Górnośląskiego". Przy redagowaniu tej ostatniej poznał, co to jest chrzest polskiego dziennikarza, gdyż musiał parę miesięcy odsiedzieć w więzieniu. Równocześnie rozpoczął pracę narodową wspomagając działalność Juliusza Ligonia i ks. Radziejowskiego, który prowadził  wtedy redakcję „Katolika". Za jego poparciem Koraszewski dostał się do „Katolika" i tu wespół z drugim Wielkopolaninem — Napieralskim , rozpoczął organizować robotników w pierwszej polskiej na Śląsku organizacji robotniczej pod nazwą „Związek Wzajemnej Pomocy". Przez ustawiczny kontakt z ludnością robotniczą i chłopską Koraszewski w bardzo krótkim czasie pozyskał sobie wielką popularność. Gdy zaś za namową adwokata warszawskiego Bełzy założył w październiku 1890 r. w Opolu polski dziennik pod nazwą „Gazety Opolskiej", w której popularyzował literaturę polską i podkreślał historyczne związki ziemi opolskiej z resztą kraju. Z tą chwilą stał się na z górą trzydzieści lat jednym z czołowych a zarazem najbardziej zasłużonych polskich działaczy Śląska. Był inicjatorem organizacji polskich na ziemi opolskiej. Założył w Opolu w 1891 Towarzystwo polsko-katolickie, urządzające polskie przedstawienia i uroczystości. W 1897 r. założył Opolski Bank Ludowy, który operował z czasem wielkimi sumami. Założył też  Towarzystwo Handlowe Polskie. W 1898 r. redaktor Koraszewski dostał się na 8 miesięcy do pruskiego więzienia za artykuł przepowiadający zmartwychwstanie Polski. Wykorzystywał przy tym każdą sposobność, by utwierdzać w ludności to przekonanie, że Polska zmartwychwstanie. Z tego też powodu, gdy wybuchła wojna światowa, został natychmiast aresztowany specjalnym rozkazem regencji w Opolu. Ponieważ nie można mu było niczego udowodnić, został wypuszczony i tak przetrwał aż do plebiscytu. Był aktywnym w okresie agitacji plebiscytowej po I wojnie światowej. W maju 1920 r., kiedy nastały czasy terroru stosowanego przez Niemców dla zastraszenia ludności polskiej, dokonano napadu na redakcję ,,Gazety Opolskiej" - całkowicie ją zdemolowano, a redaktora Koraszewskiego chciano zabić. W ostatniej chwili przed rozwydrzonym tłumem uratował go oddział wojska francuskiego, stale już odtąd strzegącego redakcji. Po tych strasznych przejściach, Koraszewscy opuścili Opole, jeszcze jakiś czas przy gwiździe kul pracował Koraszewski w Bytomiu w redakcji ,,Katolika", potem osiadł w Katowicach, już po przyłączeniu części Śląska do Polski, gdzie zmarł. Patronuje jednej z ulic w okolicy Rynku w Opolu oraz jednej z gliwickich ulic w okolicy radiostacji. Jest również patronem Zespołu Szkół Zawodowych nr 4 w Opolu. 
Był członkiem Ligi Narodowej w latach 1905–1908.

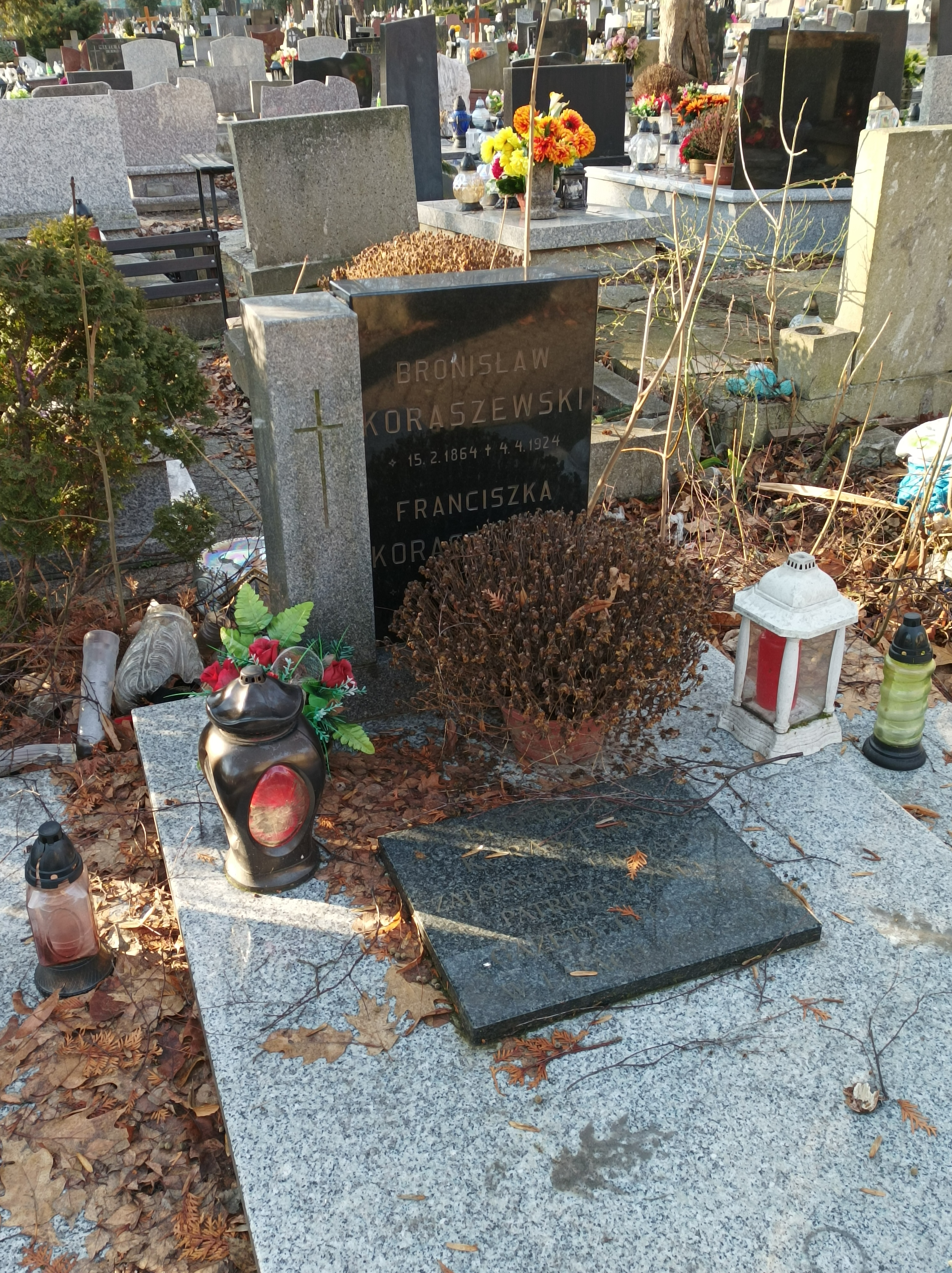
Grób Bronisława Koraszewskiego na cmentarzu przy ul. Francuskiej w Katowicach